# 阿知羅拓馬
阿知羅 拓馬（あちら たくま、1992年11月20日 - ）は、大阪府出身（宮崎県西都市育ち）の元プロ野球選手（投手）。右投右打。

## 経歴

### プロ入り前
プロフィール上の出身地は大阪府だが、実父が宮崎スポーツ振興会の職員であることから、実際には大阪府内で出生後に宮崎県内で生活していた。西都市立三財中学校時代は、宮崎情熱ボーイズ（現在の宮崎西部ボーイズ）に所属。中学3年時には、日本代表チームの一員として、第18回世界少年野球大会で優勝を経験した。
中学校からの卒業後に、阪口慶三を慕って岐阜県の大垣日本大学高等学校へ進学。1年時の春季岐阜県大会では、準々決勝で先発デビューを果たした。2年時の夏にエースとして選手権岐阜大会に臨んだが、登板試合で序盤に降板するなど本調子に程遠く、3回戦で県岐阜商に敗れた。さらに、2年時の秋に右股関節痛を発症。秋季岐阜県大会や秋季東海地区高校野球大会に登板できず、エースの座を葛西（かっさい）侑也（その後新日鐵住金東海REX）に譲った。明治神宮野球大会高校の部決勝・東海大学付属相模高等学校戦の9回に実戦復帰を果たすと、セットポジションからの投球で2奪三振無失点と好投。チームも、10 - 9のスコアで逆転勝利を収め、明治神宮大会での初優勝に至った。翌年の第82回選抜高等学校野球大会に出場すると、北照との準々決勝で先発投手として阪神甲子園球場で初登板。9安打を浴びながらも、フォークボールを武器に1失点完投勝利を記録した。興南との準決勝では、先発した葛西の後に登板したが、チームは0 - 10というスコアで大敗した。
高校卒業後はJR東日本へ入社。1年目の春に、JABA東京スポニチ大会の日本製紙石巻戦に救援投手として公式戦にデビュー。2回1安打4奪三振無失点と好投した。在籍中には、3年間で（NPB球団との交流戦含む）公式戦14試合に登板。通算で41イニングを投げたが、社会人野球日本選手権大会や都市対抗野球大会の本大会では登板機会がなかった。ただし、3年目には、9月のJR北海道戦で、6四死球を出しながらも被安打1で完封勝利。読売ジャイアンツ（巨人）二軍との交流戦では、入社以来5試合に登板すると、通算8イニングで6被安打5奪三振4四死球2失点という成績を残した。1年目の6月には、救援投手として4回を無安打無失点に抑え、チームも6- 5のスコアで逆転勝利を収めた。また、3年目の6月に登板した試合では、ストレートで自己最速の150km/hを計測している。
2013年のNPBドラフト会議で、中日ドラゴンズから4巡目で指名。契約金4,500万円、年俸900万円（金額は推定）という条件で入団した。背番号は30。この会議では、JR東日本でのチームメイトのうち、吉田一将が1巡目でオリックス・バファローズ、田中広輔が3巡目で広島東洋カープから指名。いずれも後に入団している。

### プロ入り後
2014年には、一軍公式戦への登板機会がなく、ウエスタン・リーグ公式戦でも10試合の登板で防御率10.64という成績にとどまった。シーズン終了後の契約交渉では、当時のゼネラルマネージャー・落合博満から厳しい言葉を投げ掛けられたほか、NPBが野球協約で定める年俸の減額制限（25%）
を翌2015年の年俸に適用することを球団から提示。結局、推定年俸675万円（前年から225万円減）という条件で契約を更改した。
2015年には、ウエスタン・リーグ公式戦14試合に登板。しかし、0勝1敗、防御率8.40と振るわず、一軍公式戦への登板にも至らなかった。シーズン終了後の契約交渉では、前年に続いて減額制限いっぱいとなる推定年俸507万円という条件で契約を更改した。
2016年には、一軍公式戦では、4月27日の対横浜DeNAベイスターズ戦（横浜スタジアム）7回裏に登板したことを皮切りに、救援登板13試合で防御率2.51をマーク。ウエスタン・リーグの公式戦では、26試合の登板で7勝3敗、防御率1.51という好成績を残したことから、同リーグの優秀選手に選ばれた。また、入団以来初めての年俸増額（推定800万円）という条件で契約を更改した。
2017年には、一軍公式戦では4試合の登板にとどまったが、10月4日の対DeNA戦（横浜）で初めての先発マウンドを経験。2本の本塁打と黒星を喫したが、7回2失点と好投した。ウエスタン・リーグ公式戦24試合に登板すると、リーグの規定投球回へ初めて到達。9勝3敗、防御率2.10、勝率.750という成績で最優秀防御率と最高勝率のタイトルを獲得。日刊スポーツが選定するウエスタン・リーグの努力賞や、2年連続の優秀選手賞も受賞した。
2018年には、右肩を痛めた影響などで、一軍公式戦での登板機会がなかった。ウエスタン・リーグ公式戦でも、18試合の登板で2勝5敗1セーブ、防御率5.13と振るわず、シーズン終了後には推定年俸700万円（前年から100万円減）という条件で契約を更改。秋季練習からは、投球フォームの改善に取り組んだ。
2019年には、4月29日の対阪神タイガース戦に、先発投手として自身2年振りの一軍公式戦登板を果たした。この試合では6回1失点と好投しながら、チームの完封負けによって黒星を喫した が、5月5日に同ドームでの対東京ヤクルトスワローズ戦で再び先発。投球中に右手親指の皮がめくれるアクシデントに見舞われながら も、3被安打2失点5奪三振という内容で5回を投げ切った。さらに、2回裏の第1打席に、適時打で一軍公式戦初安打・初打点をマーク。投打にわたる活躍で一軍公式戦初勝利を挙げ、チームにも令和時代の一軍公式戦初勝利をもたらした。6月18日の対埼玉西武ライオンズ戦（いずれもナゴヤドーム）でも先発を任されたが、8点を失った末に4回表1死で降板したところ、3番手として登板した伊藤準規も8点を献上。同ドームの一軍公式戦における1試合最多失点（16失点）のチームワーストタイ記録を、2人で達成してしまった。一軍公式戦では通算で7試合に登板したものの、初勝利を挙げてからは白星を増やせず、シーズンの終了後にはフェニックスリーグや台湾でのアジア・ウィンター・リーグに参加している。
2020年には、ウエスタン・リーグ公式戦12試合の登板で、防御率2.19という好成績を残した。それでも一軍昇格の機会がなかったことから、シーズンの終盤にはこの年限りで球界を去ることを決意。伊藤などと共に11月3日に球団から戦力外通告を受けたこと を機に、現役を引退した。12月2日付で、NPBから自由契約選手として公示。

### 現役引退後
「学生野球・社会人野球・プロ野球（NPB）での選手経験を生かしながら、スポーツの現場で役に立ちたい」として、柔道整復師を目指すことを決意。国家資格の取得や2024年以降の開業を視野に、中日の保護地域である愛知県の専門学校へ通うことを予定していると報道された。学校法人セムイ学園によるプロアスリート・セカンドキャリアサポート制度を利用し、2021年4月から同法人が運営する東海医療科学専門学校へ入学した。また、同年1月には伊藤準規の父親が経営する飲食店「とり日和 今池店」でアルバイトしていることが伊藤のInstagramで紹介された。また同年秋より名古屋学院大学硬式野球部の外部コーチを務める。
2024年1月3日に社会人野球チームの日鉄ステンレスのトレーナーに就任したことが発表された。3月には柔道整復師の国家資格を取得。日鉄ステンレスには実兄・宗治がコーチ兼マネージャーとして所属しており、自身も同社の協力企業の社員として勤務している。

## 選手としての特徴
身長190cm・体重95kgと大柄な本格派右腕で、最速150km/hのストレートが最大の武器。スライダー、縦方向のカーブ、フォークボールなどの変化球も織り交ぜる。中日5年目の2018年までは、投球時に踏み出す左足の膝が早く折れる癖があった せいで、制球に苦しんでいた。
クイックモーションが得意で、中日3年目の2016年以降の実戦登板でもクイックモーションで投げていた。しかし、2018年に一軍昇格を果たせなかったことから、2019年の春季キャンプから「（JR東日本の1年目の）19歳以来」というワインドアップポジションでの投球に戻している。阿知羅より長身（身長193cm）の投手コーチの門倉健の助言によるもので、ワインドアップモーションによってボールを離す位置を高くしたことから、クイックモーションに比べて投球に角度が付くようになったという。

## 人物
対戦打者に威圧感を与える目的で、中日入団後の2017年シーズン終了後から顎に髭を蓄え始めると、もみあげとつながるように伸ばしている。日本人の選手としては珍しい風貌だが、性格は優しく、報道陣への対応も非常に柔らかい。春季キャンプを二軍で迎えた2019年には、宿舎で根尾昂と同じ部屋を充てられた縁で、高卒新人の根尾と親しく交流。根尾に関する報道陣の質問にも、快く応じていた。
阿知羅という苗字は珍しく、日本全国でも10人程度しか付けていないとされる。中日時代の2019年に一軍公式戦で唯一の勝利・安打・打点を同時に記録した対ヤクルト戦では、試合後のヒーローインタビューでファンに向けて「阿知羅という名前を覚えて欲しい」と訴えた。もっとも、現役時代にヒーローインタビューへ臨んだのは、この試合が最初で最後だった。
2019年には、契約更改後の記者会見で「来年（2020年）はWikipedia（当ページ）での詳細成績が過去6シーズンより目立つくらいに飛躍したい」という抱負を述べた。しかし、2020年には本人曰く「調子の上がる時期が一度もなかった」とのことで、レギュラーシーズンの終盤には「クビ（球団からの戦力外通告）なら（野球生活の）区切りにしよう」との思いに至ったという。結局、戦力外通告を受けたこと機に現役引退を決断。当初は出身地の宮崎県で一般企業へ就職することを検討したが、中日での在籍中に柔道整復師や同じ資格を持つトレーナーに身体のケアを委ねていたことを背景に、自身も同じ道で再起を期している。

## 詳細情報

### 年度別投手成績
| 年 度     | 球 団     | 登 板 | 先 発 | 完 投 | 完 封 | 無 四 球 | 勝 利 | 敗 戦 | セ 丨 ブ | ホ 丨 ル ド | 勝 率 | 打 者 | 投 球 回 | 被 安 打 | 被 本 塁 打 | 与 四 球 | 敬 遠 | 与 死 球 | 奪 三 振 | 暴 投 | ボ 丨 ク | 失 点 | 自 責 点 | 防 御 率 | W H I P |
| --------- | --------- | ----- | ----- | ----- | ----- | -------- | ----- | ----- | -------- | ----------- | ----- | ----- | -------- | -------- | ----------- | -------- | ----- | -------- | -------- | ----- | -------- | ----- | -------- | -------- | ------- |
| 2016      | 中日      | 13    | 0     | 0     | 0     | 0        | 0     | 0     | 0        | 0           | ----  | 59    | 14.1     | 12       | 2           | 4        | 0     | 1        | 14       | 1     | 0        | 4     | 4        | 2.51     | 1.12    |
| 2017      | 中日      | 4     | 1     | 0     | 0     | 0        | 0     | 1     | 0        | 0           | .000  | 54    | 13.0     | 12       | 2           | 5        | 0     | 0        | 8        | 0     | 0        | 7     | 7        | 4.85     | 1.31    |
| 2019      | 中日      | 7     | 7     | 0     | 0     | 0        | 1     | 3     | 0        | 0           | .250  | 146   | 34.0     | 37       | 11          | 13       | 2     | 1        | 21       | 0     | 0        | 22    | 22       | 5.82     | 1.47    |
| 通算：3年 | 通算：3年 | 24    | 8     | 0     | 0     | 0        | 1     | 4     | 0        | 0           | .200  | 259   | 61.1     | 61       | 15          | 22       | 2     | 2        | 43       | 1     | 0        | 33    | 33       | 4.84     | 1.35    |

### 年度別守備成績
| 年 度 | 球 団 | 投手  | 投手  | 投手  | 投手  | 投手  | 投手     |
| 年 度 | 球 団 | 試 合 | 刺 殺 | 補 殺 | 失 策 | 併 殺 | 守 備 率 |
| ----- | ----- | ----- | ----- | ----- | ----- | ----- | -------- |
| 2016  | 中日  | 13    | 1     | 1     | 0     | 0     | 1.000    |
| 2017  | 中日  | 4     | 0     | 1     | 0     | 1     | 1.000    |
| 2019  | 中日  | 7     | 3     | 4     | 0     | 0     | 1.000    |
| 通算  | 通算  | 24    | 4     | 6     | 0     | 1     | 1.000    |

### 記録
初記録
投手成績
- 初登板：2016年4月27日、対横浜DeNAベイスターズ5回戦（横浜スタジアム）、7回裏1死に3番手で救援登板、1回2/3を1失点
- 初奪三振：同上、7回裏に柳田殖生から空振り三振
- 初先発登板：2017年10月4日、対横浜DeNAベイスターズ25回戦（横浜スタジアム）、7回を7安打自責点2で敗戦投手
- 初勝利・初先発勝利：2019年5月5日、対東京ヤクルトスワローズ9回戦（ナゴヤドーム）、5回2失点3奪三振

打撃成績
- 初打席：2017年10月4日、対横浜DeNAベイスターズ25回戦（横浜スタジアム）、2回表に濵口遥大から空振り三振
- 初安打・初打点：2019年5月5日、対東京ヤクルトスワローズ9回戦（ナゴヤドーム）、2回裏に寺原隼人から右前適時打

### 背番号
- 30 （2014年 - 2020年）

### 登場曲
- 「紅蓮の弓矢」Linked Horizon（2016年 ‐ 2020年）

### 代表歴
- 2019アジアウインターベースボールリーグ：NPB WHITE選抜